# Trichardis nigrescens
Trichardis nigrescens là một loài ruồi trong họ Asilidae. Trichardis nigrescens được Ricardo miêu tả năm 1903. Loài này phân bố ở vùng nhiệt đới châu Phi.